# ليبانيوس
ليبانيوس (باللاتينية: Libanius) بليغ يوناني وأستاذ للبلاغة. ولد في أنطاكية سنة 314، وتوفّي سنة 394. درس البلاغة في أثينا، ثمّ علّم فيها لفترة قصيرة. وابتداءً من سنة 342 ذهب إلى القسطنطينية وعلّم فيها، ثمّ إلى نيقيا وبعدها إلى نيقوميديا، ثمّ عاد مجدّدًا إلى أثينا. وفي سنة 354 استقرّ في أنطاكية.
لم يتحول إلى المسيحية بل بقي على الدين اليوناني الهلينيستي الوثني.

## تلاميذه
من بين أشهر التلامذة الذين علّمهم كان: الإمبراطور يوليانوس (الجاحد)، والقدّيس باسيليوس الكبير، والقدّيس يوحنّا الذهبيّ الفم، وثيودور المصيصي. 

## أعماله
وصلنا منه ستّ وخمسين خطابًا، ومعظم هذه الخِطَب خيالي وبعضها الآخر أخلاقيّ. ومعظم الخطب كان قد ألقاها خلال فترة تعليمه وترتبط بحياته كمعلّم. ومن بينها أيضًا خطب تتكلّم عن المدن العظيمة مثل: مديح أنطاكية. ومن بين خطبه أيضًا: مديح رثاء يوليانوس. ولدينا منه أيضًا 1607 رسالة موجّه بعض منها إلى الأباطرة والبعض الآخر إلى أساتذة البلاغة أو الفلاسفة أو إلى بعض الأساقفة. وتُعتبر هذه المؤلّفات مراجع هامّة لمعرفة حياة الأساتذة والطلاّب في تلك الحقبة، ولمشاكل ومعاناة ذلك العصر ولفساد القضاء.

## روابط خارجية
- ليبانيوس على موقع الموسوعة البريطانية (الإنجليزية)